# Drino patruelis
Drino patruelis là một loài ruồi trong họ Tachinidae.